# Tour de France 1996
Die 83. Tour de France fand vom 29. Juni bis 21. Juli 1996 statt. Es starteten 198 Fahrer, 129 Fahrer erreichten das Ziel in Paris.
Der Gesamtsieger Bjarne Riis wurde 2007 nach seinem Dopingbekenntnis zunächst durch den Veranstalter aus den Siegerlisten gestrichen. Die Organisatoren führten damit für die Tour de France 1996 vorübergehend keinen Gesamtsieger. Die Streichung wurde jedoch rückgängig gemacht und nach dem Reglement der WADA ist das Vergehen verjährt.

## Strecke
Die Rundfahrt mit einer ursprünglichen Gesamtlänge von 3909 km und 21 Etappen begann 1996 im holländischen ’s-Hertogenbosch und führte im Uhrzeigersinn nach dem Prolog in den Niederlanden zuerst durch die Alpen, dort auch durch Italien, dann durch die Pyrenäen mit einem Abstecher nach Spanien. In den Alpen führte ein Bergzeitfahren hinauf nach Val-d’Isère, das zweite lange Einzelzeitfahren über flaches Terrain von Bordeaux nach Saint-Émilion. Die Gesamtlänge verkürzte sich später aufgrund der verkürzten 9. Etappe auf 3765 km.

## Favoriten
Zu den Favoriten gehörten neben Miguel Indurain, dem Sieger der Jahre 1991 bis 1995, der mit einem Erfolg seinen sechsten Toursieg hätte feiern können und damit einen neuen Rekord aufgestellt hätte, Alex Zülle und Bjarne Riis, die im Vorjahr auf dem Podium standen. Des Weiteren wurden der Vorjahresvierte und 1995 Sieger der Vuelta a España Laurent Jalabert, Indurains Dauerrivale Tony Rominger (Sieger beim Giro d’Italia 1995) und Jewgeni Bersin hoch gehandelt.

## Rennverlauf
Den Prolog im verregneten ’s-Hertogenbosch gewann Alex Zülle. Üblicherweise wird schon bei dem relativ kurzen Zeitfahren zu Beginn die Formstärke der Fahrer sichtbar, auch wenn nicht davon auszugehen ist, dass die Zeitunterschiede nach wenigen Kilometern groß sind. Zwar galt Zülle als exzellenter Zeitfahrer, aber bei diesem Prolog im Regen wollten die meisten Favoriten keinen Sturz riskieren. Das betraf insbesondere den damals besten Zeitfahrer auf solch kurzen Strecken Chris Boardman, der im Vorjahr – ebenfalls im Regen – schwer stürzte und ausschied. Somit war das mäßige Abschneiden von Indurain noch kein Indiz dafür, dass er dieses Mal die Tour verlieren könnte.
Nach einer regnerischen ersten Woche ging es auf der 7. Etappe ins alpenländische Hochgebirge, die zunächst über den Col de la Madeleine und den Cormet de Roselend führte. Dort bereits war Jalabert abgehängt, Zülle mehrmals gestürzt. Vor dem Schlussanstieg führte noch der Ausreißer Udo Bölts das Feld an und wurde erst am letzten Berg abgefangen. Hinauf zum Ziel nach Les Arcs wurde Indurain, den als einzigen der Favoriten kein Teamkollege mehr unterstützen konnte, von den Mitfavoriten durch ständige Attacken zermürbt. Das Bild, als er ein Zeichen machte, er habe keine Wasservorräte mehr, war Symbol seiner Niederlage. Er litt unter Hunger und Durst, nahm sogar eine Trinkflasche aus einem fremden Teamfahrzeug an, was eine spätere Zeitstrafe nach sich zog. Bereits jetzt war die Tour für ihn verloren, der Zeitrückstand zu groß, im Ziel waren es über 4 Minuten. Die Etappe gewann Luc Leblanc, die Mitfavoriten Rominger, Berzin und Riis verloren nur wenig Zeit, sodass Berzin ins Gelbe Trikot schlüpfen konnte. Auch das Zeitfahren am Tag danach gewann Berzin, der nun als aussichtsreichster Kandidat für den Gesamtsieg in Frage kam. Auch beim Giro d’Italia 1994 konnte Berzin Induráin schon schlagen.
Die 9. Etappe sollte über den 2.646 Meter hohen Col du Galibier führen. Auf dem Pass schneite es, die Etappe wurde deswegen verkürzt, und aus der eigentlichen Königsetappe (190 km) wurde ein sehr kurzes Teilstück über nur 46 Kilometer. Am letzten Anstieg nutzte Bjarne Riis die Gunst der Stunde und attackierte. Sein Zeitvorsprung reichte, um die Führung in der Gesamtwertung zu übernehmen. Diese Leistung wiederholte er in den Pyrenäen (16. Etappe) hinauf nach Hautacam und baute seine Führung aus.
Auf der letzten Pyrenäenetappe sollte dann das Gesamtklassement geschrieben werden: Die Etappe führte zunächst durchs Hochgebirge und endete nach einem 100 km langen Flachstück im baskischen Pamplona. Die Strecke ins Baskenland sollte eine Huldigung an Miguel Indurain darstellen, durch dessen Geburtsort die Strecke führte. Doch aus der Triumphfahrt wurde nichts; Indurain befand sich in einer abgehängten Gruppe weit hinter der Spitze. Am Col de Soudet teilte sich die Spitzengruppe mit den Favoriten. Der Zeitabstand auf der Passhöhe betrug bereits knapp zwei Minuten. Während die erste Gruppe (mit Riis, Ullrich, Luttenberger, Dufaux, Virenque, Ugrjumovs, Leblanc und Escartín) Einigkeit zeigte und sich die Fahrer mit der Führungsarbeit laufend abwechselten, zeigten sich in der zweiten Gruppe nur wenige Fahrer, die Interesse an einer Verfolgung hatten. Vor allem Rominger und Olano versuchten, den Rückstand in Grenzen zu halten, Indurain hielt sich im Windschatten zurück. Auf dem erstmals überquerten Port de Larrau betrug der Rückstand dadurch schon knapp fünf Minuten. In der Folge verringerten die Verfolger den Rückstand bis etwa 70 km vor dem Ziel auf drei Minuten. In Pamplona war er aber aufgrund der Uneinigkeiten auf über acht Minuten angewachsen. Somit belegten am Ende der Etappe die acht Fahrer der ersten Gruppe alle vorderen Plätze in der Gesamtwertung.
Das abschließende Zeitfahren gewann Jan Ullrich, der so stark fuhr, dass er fast seinen Teamleader Bjarne Riis in Bedrängnis brachte. Dem Dänen blieben im Ziel lediglich 1:41 Minuten Vorsprung auf den nun zweitplatzierten Deutschen.
Für das Team Telekom war die Rundfahrt ein vollkommener Triumph. Das Team, das im Vorjahr fast nicht zugelassen wurde und nur mit einer Rumpfmannschaft zusammen mit dem zweitklassigen Team ZG-Mobili antreten durfte, belegte die Plätze eins und zwei der Einzelgesamtwertung, dazu kamen insgesamt fünf Etappensiege, das Grüne Trikot für Erik Zabel sowie das Weiße Trikot für den besten Fahrer unter 25 Jahren durch Jan Ullrich.
Riis gestand im Juni 2007 ein, während dieser Tour zu Methoden des Dopings gegriffen zu haben. Die ASO, Organisator der Tour de France, strich ihn daraufhin zunächst aus ihren eigenen Listen und führte für die Tour 1996 keinen Sieger. Der Internationale Radsportverband konnte ihm den Titel offiziell nicht aberkennen, da das Dopingvergehen zum Zeitpunkt des Eingeständnisses verjährt war. Er hatte Riis jedoch schon kurze Zeit nach seinem Dopinggeständnis aufgefordert, sein Gelbes Trikot zurückzugeben. Seit 2008 ist Riis wieder als Sieger aufgeführt, einschließlich einer Anmerkung über die Umstände.

## Etappen
| Etappen    | Tag      | Start–Ziel                                    | km          | Etappensieger              | Gelbes Trikot      |
| ---------- | -------- | --------------------------------------------- | ----------- | -------------------------- | ------------------ |
| Prolog     | 29. Juni | ’s-Hertogenbosch (NL)                         | 09,4 (EZF)  | Alex Zülle                 | Alex Zülle         |
| 1. Etappe  | 30. Juni | ’s-Hertogenbosch (NL) – ’s-Hertogenbosch (NL) | 209         | Frédéric Moncassin         | Alex Zülle         |
| 2. Etappe  | 1. Juli  | ’s-Hertogenbosch (NL) – Wasquehal             | 247,5       | Mario Cipollini            | Alex Zülle         |
| 3. Etappe  | 2. Juli  | Wasquehal – Nogent-sur-Oise                   | 195         | Erik Zabel                 | Frédéric Moncassin |
| 4. Etappe  | 3. Juli  | Soissons – Lac de Madine                      | 232         | Cyril Saugrain             | Stéphane Heulot    |
| 5. Etappe  | 4. Juli  | Lac de Madine – Besançon                      | 242         | Jeroen Blijlevens          | Stéphane Heulot    |
| 6. Etappe  | 5. Juli  | Arc-et-Senans – Aix-les-Bains                 | 207         | Michael Boogerd            | Stéphane Heulot    |
| 7. Etappe  | 6. Juli  | Chambéry – Les Arcs                           | 200         | Luc Leblanc                | Jewgeni Bersin     |
| 8. Etappe  | 7. Juli  | Bourg-Saint-Maurice – Val-d’Isère             | 030,5 (EZF) | Jewgeni Bersin             | Jewgeni Bersin     |
| 9. Etappe  | 8. Juli  | Le Monêtier-les-Bains – Sestriere (ITA)       | 046         | Bjarne Riis                | Bjarne Riis        |
| 10. Etappe | 9. Juli  | Torino (ITA) – Gap                            | 208,5       | Erik Zabel                 | Bjarne Riis        |
| Ruhetag    |          |                                               |             |                            |                    |
| 11. Etappe | 11. Juli | Gap – Valence                                 | 202         | José Jaime González        | Bjarne Riis        |
| 12. Etappe | 12. Juli | Valence – Le Puy-en-Velay                     | 143,5       | Pascal Richard             | Bjarne Riis        |
| 13. Etappe | 13. Juli | Le Puy-en-Velay – Super Besse                 | 177         | Rolf Sørensen              | Bjarne Riis        |
| 14. Etappe | 14. Juli | Besse – Tulle                                 | 186,5       | Dschamolidin Abduschaparow | Bjarne Riis        |
| 15. Etappe | 15. Juli | Brive-la-Gaillarde – Villeneuve-sur-Lot       | 176         | Massimo Podenzana          | Bjarne Riis        |
| 16. Etappe | 16. Juli | Agen – Lourdes-Hautacam                       | 199         | Bjarne Riis                | Bjarne Riis        |
| 17. Etappe | 17. Juli | Argelès-Gazost – Pamplona (ESP)               | 262         | Laurent Dufaux             | Bjarne Riis        |
| 18. Etappe | 18. Juli | Pamplona (ESP) – Hendaye                      | 154,5       | Bart Voskamp               | Bjarne Riis        |
| 19. Etappe | 19. Juli | Hendaye – Bordeaux                            | 226,5       | Frédéric Moncassin         | Bjarne Riis        |
| 20. Etappe | 20. Juli | Bordeaux – Saint-Émilion                      | 063,5 (EZF) | Jan Ullrich                | Bjarne Riis        |
| 21. Etappe | 21. Juli | Palaiseau – Paris                             | 147,5       | Fabio Baldato              | Bjarne Riis        |

## Trikots im Tourverlauf
Die Tabelle zeigt den Führenden in der jeweiligen Wertung zu Beginn der jeweiligen Etappe an.
| Etappe      | Gelbes Trikot      | Grünes Trikot      | Gepunktetes Trikot | Weißes Trikot    | Teamwertung  |
| ----------- | ------------------ | ------------------ | ------------------ | ---------------- | ------------ |
| 01. Etappe  | Alex Zülle         | Alex Zülle         | nicht vergeben     | Paolo Savoldelli | ONCE         |
| 02. Etappe  | Alex Zülle         | Ján Svorada        | nicht vergeben     | Paolo Savoldelli | ONCE         |
| 03. Etappe  | Alex Zülle         | Ján Svorada        | Danny Nelissen     | Paolo Savoldelli | ONCE         |
| 04. Etappe  | Frédéric Moncassin | Ján Svorada        | José Luis Arrieta  | Paolo Savoldelli | ONCE         |
| 05. Etappe  | Stéphane Heulot    | Frédéric Moncassin | Danny Nelissen     | Stéphane Heulot  | Gan          |
| 06. Etappe  | Stéphane Heulot    | Frédéric Moncassin | Danny Nelissen     | Stéphane Heulot  | Gan          |
| 07. Etappe  | Stéphane Heulot    | Frédéric Moncassin | Léon van Bon       | Stéphane Heulot  | Rabobank     |
| 08. Etappe  | Jewgeni Bersin     | Frédéric Moncassin | Richard Virenque   | Jan Ullrich      | Rabobank     |
| 09. Etappe  | Jewgeni Bersin     | Frédéric Moncassin | Richard Virenque   | Jan Ullrich      | Mapei        |
| 010. Etappe | Bjarne Riis        | Frédéric Moncassin | Richard Virenque   | Jan Ullrich      | Team Telekom |
| 11. Etappe  | Bjarne Riis        | Erik Zabel         | Richard Virenque   | Jan Ullrich      | Team Telekom |
| 12. Etappe  | Bjarne Riis        | Erik Zabel         | Richard Virenque   | Jan Ullrich      | Team Telekom |
| 13. Etappe  | Bjarne Riis        | Erik Zabel         | Richard Virenque   | Jan Ullrich      | Rabobank     |
| 14. Etappe  | Bjarne Riis        | Erik Zabel         | Richard Virenque   | Jan Ullrich      | Rabobank     |
| 15. Etappe  | Bjarne Riis        | Erik Zabel         | Richard Virenque   | Jan Ullrich      | Rabobank     |
| 16. Etappe  | Bjarne Riis        | Erik Zabel         | Richard Virenque   | Jan Ullrich      | Rabobank     |
| 17. Etappe  | Bjarne Riis        | Erik Zabel         | Richard Virenque   | Jan Ullrich      | Mapei        |
| 18. Etappe  | Bjarne Riis        | Erik Zabel         | Richard Virenque   | Jan Ullrich      | Mapei        |
| 19. Etappe  | Bjarne Riis        | Erik Zabel         | Richard Virenque   | Jan Ullrich      | Mapei        |
| 20. Etappe  | Bjarne Riis        | Erik Zabel         | Richard Virenque   | Jan Ullrich      | Festina      |
| 21. Etappe  | Bjarne Riis        | Erik Zabel         | Richard Virenque   | Jan Ullrich      | Festina      |
| Sieger      | Bjarne Riis        | Erik Zabel         | Richard Virenque   | Jan Ullrich      | Festina      |

## Ergebnisse

### Gesamtwertung
| \| Gesamtwertung \| Gesamtwertung \| Gesamtwertung \| Gesamtwertung \| Gesamtwertung \| \| Fahrer \| Fahrer \| Land \| Team \| Zeit \| \| ------------- \| ---------------------- \| ------------- \| --------------------------------- \| ---------------- \| \| 1. \| Bjarne Riis \| Dänemark \| Deutsche Telekom \| 95 h 57 min 16 s \| \| 2. \| Jan Ullrich \| Deutschland \| Deutsche Telekom \| + 1 min 41 s \| \| 3. \| Richard Virenque \| Frankreich \| Festina-Lotus \| + 4 min 37 s \| \| 4. \| Laurent Dufaux \| Schweiz \| Festina-Lotus \| + 5 min 53 s \| \| 5. \| Peter Luttenberger \| Österreich \| Carrera Jeans \| + 7 min 07 s \| \| 6. \| Luc Leblanc \| Frankreich \| Polti \| + 10 min 03 s \| \| 7. \| Pēteris Ugrjumovs \| Lettland \| Roslotto-ZG Mobili \| + 10 min 04 s \| \| 8. \| Fernando Escartín \| Spanien \| Kelme-Artiach \| + 10 min 26 s \| \| 9. \| Abraham Olano \| Spanien \| Mapei-GB \| + 11 min 00 s \| \| 10. \| Tony Rominger \| Schweiz \| Mapei-GB \| + 11 min 53 s \| \| 11. \| Miguel Indurain \| Spanien \| Banesto \| + 14 min 14 s \| \| 12. \| Patrick Jonker \| Australien \| ONCE \| + 18 min 58 s \| \| 13. \| Bo Hamburger \| Dänemark \| TVM-Farm Frites \| + 22 min 19 s \| \| 14. \| Udo Bölts \| Deutschland \| Deutsche Telekom \| + 25 min 56 s \| \| 15. \| Alberto Elli \| Italien \| MG Boys Maglificio-Technogym \| + 26 min 18 s \| \| 16. \| Manuel Fernández Ginés \| Spanien \| Mapei-GB \| + 26 min 28 s \| \| 17. \| Leonardo Piepoli \| Italien \| Refin-Mobilvetta \| + 27 min 36 s \| \| 18. \| Laurent Brochard \| Frankreich \| Festina-Lotus \| + 32 min 11 s \| \| 19. \| Michele Bartoli \| Italien \| MG Boys Maglificio-Technogym \| + 37 min 18 s \| \| 20. \| Jewgeni Bersin \| Russland \| Gewiss-Playbus \| + 38 min 00 s \| \| 21. \| Wjatscheslaw Jekimow \| Russland \| Rabobank \| + 43 min 58 s \| \| 22. \| Stefano Cattai \| Italien \| Roslotto-ZG Mobili \| + 48 min 03 s \| \| 23. \| Laurent Madouas \| Frankreich \| Motorola \| + 53 min 15 s \| \| 24. \| Arsenio González \| Spanien \| Mapei-GB \| + 55 min 28 s \| \| 25. \| Massimiliano Lelli \| Italien \| Saeco-Estro-AS Juvenes San Marino \| + 55 min 35 s \| |                        |             |                                   |                  |
| |                        |             |                                   |                  |
| Quelle: ProCyclingStats |                        |             |                                   |                  |
| Gesamtwertung |                        |             |                                   |                  |
| Fahrer | Fahrer                 | Land        | Team                              | Zeit             |
| 1. | Bjarne Riis            | Dänemark    | Deutsche Telekom                  | 95 h 57 min 16 s |
| 2. | Jan Ullrich            | Deutschland | Deutsche Telekom                  | + 1 min 41 s     |
| 3. | Richard Virenque       | Frankreich  | Festina-Lotus                     | + 4 min 37 s     |
| 4. | Laurent Dufaux         | Schweiz     | Festina-Lotus                     | + 5 min 53 s     |
| 5. | Peter Luttenberger     | Österreich  | Carrera Jeans                     | + 7 min 07 s     |
| 6. | Luc Leblanc            | Frankreich  | Polti                             | + 10 min 03 s    |
| 7. | Pēteris Ugrjumovs      | Lettland    | Roslotto-ZG Mobili                | + 10 min 04 s    |
| 8. | Fernando Escartín      | Spanien     | Kelme-Artiach                     | + 10 min 26 s    |
| 9. | Abraham Olano          | Spanien     | Mapei-GB                          | + 11 min 00 s    |
| 10. | Tony Rominger          | Schweiz     | Mapei-GB                          | + 11 min 53 s    |
| 11. | Miguel Indurain        | Spanien     | Banesto                           | + 14 min 14 s    |
| 12. | Patrick Jonker         | Australien  | ONCE                              | + 18 min 58 s    |
| 13. | Bo Hamburger           | Dänemark    | TVM-Farm Frites                   | + 22 min 19 s    |
| 14. | Udo Bölts              | Deutschland | Deutsche Telekom                  | + 25 min 56 s    |
| 15. | Alberto Elli           | Italien     | MG Boys Maglificio-Technogym      | + 26 min 18 s    |
| 16. | Manuel Fernández Ginés | Spanien     | Mapei-GB                          | + 26 min 28 s    |
| 17. | Leonardo Piepoli       | Italien     | Refin-Mobilvetta                  | + 27 min 36 s    |
| 18. | Laurent Brochard       | Frankreich  | Festina-Lotus                     | + 32 min 11 s    |
| 19. | Michele Bartoli        | Italien     | MG Boys Maglificio-Technogym      | + 37 min 18 s    |
| 20. | Jewgeni Bersin         | Russland    | Gewiss-Playbus                    | + 38 min 00 s    |
| 21. | Wjatscheslaw Jekimow   | Russland    | Rabobank                          | + 43 min 58 s    |
| 22. | Stefano Cattai         | Italien     | Roslotto-ZG Mobili                | + 48 min 03 s    |
| 23. | Laurent Madouas        | Frankreich  | Motorola                          | + 53 min 15 s    |
| 24. | Arsenio González       | Spanien     | Mapei-GB                          | + 55 min 28 s    |
| 25. | Massimiliano Lelli     | Italien     | Saeco-Estro-AS Juvenes San Marino | + 55 min 35 s    |

### Punktewertung
| Punktewertung | Punktewertung              | Punktewertung | Punktewertung                | Punktewertung |
| Fahrer        | Fahrer                     | Land          | Team                         | Punkte        |
| ------------- | -------------------------- | ------------- | ---------------------------- | ------------- |
| 1.            | Erik Zabel                 | Deutschland   | Deutsche Telekom             | 335 P.        |
| 2.            | Frédéric Moncassin         | Frankreich    | Gan                          | 284 P.        |
| 3.            | Fabio Baldato              | Italien       | MG Boys Maglificio-Technogym | 255 P.        |
| 4.            | Dschamolidin Abduschaparow | Usbekistan    | Refin-Mobilvetta             | 204 P.        |
| 5.            | Jeroen Blijlevens          | Niederlande   | TVM-Farm Frites              | 158 P.        |

### Bergwertung
| Bergwertung | Bergwertung      | Bergwertung | Bergwertung      | Bergwertung |
| Fahrer      | Fahrer           | Land        | Team             | Punkte      |
| ----------- | ---------------- | ----------- | ---------------- | ----------- |
| 1.          | Richard Virenque | Frankreich  | Festina-Lotus    | 383 P.      |
| 2.          | Bjarne Riis      | Dänemark    | Deutsche Telekom | 274 P.      |
| 3.          | Laurent Dufaux   | Schweiz     | Festina-Lotus    | 176 P.      |
| 4.          | Laurent Brochard | Frankreich  | Festina-Lotus    | 168 P.      |
| 5.          | Luc Leblanc      | Frankreich  | Polti            | 158 P.      |

### Nachwuchswertung
| Nachwuchswertung | Nachwuchswertung       | Nachwuchswertung | Nachwuchswertung | Nachwuchswertung |
| Fahrer           | Fahrer                 | Land             | Team             | Zeit             |
| ---------------- | ---------------------- | ---------------- | ---------------- | ---------------- |
| 1.               | Jan Ullrich            | Deutschland      | Deutsche Telekom | 95 h 58 min 57 s |
| 2.               | Peter Luttenberger     | Österreich       | Carrera Jeans    | + 5 min 26 s     |
| 3.               | Manuel Fernández Ginés | Spanien          | Mapei-GB         | + 24 min 47 s    |

### Mannschaftswertung
| Mannschaftswertung | Mannschaftswertung | Mannschaftswertung | Mannschaftswertung |
| Team               | Team               | Land               | Zeit               |
| ------------------ | ------------------ | ------------------ | ------------------ |
| 1.                 | Festina-Lotus      | Frankreich         | 287 h 46 min 20 s  |
| 2.                 | Deutsche Telekom   | Deutschland        | + 15 min 14 s      |
| 3.                 | Mapei-GB           | Italien            | + 51 min 36 s      |

### Kämpferischster Fahrer
| Kämpferischster Fahrer | Kämpferischster Fahrer | Kämpferischster Fahrer | Kämpferischster Fahrer       | Kämpferischster Fahrer |
| Fahrer                 | Fahrer                 | Land                   | Team                         | Punkte                 |
| ---------------------- | ---------------------- | ---------------------- | ---------------------------- | ---------------------- |
| 1.                     | Richard Virenque       | Frankreich             | Festina-Lotus                | 49 P.                  |
| 2.                     | Bjarne Riis            | Dänemark               | Deutsche Telekom             | 47 P.                  |
| 3.                     | Michele Bartoli        | Italien                | MG Boys Maglificio-Technogym | 44 P.                  |

## Teams und Fahrer
| Nr. | Land     | Name               | Platz |
| --- | -------- | ------------------ | ----- |
| 1   | Spanien  | Miguel Indurain    | 11    |
| 2   | Spanien  | Marino Alonso      | 66    |
| 3   | Spanien  | Vicente Aparicio   | A 17. |
| 4   | Spanien  | José Luis Arrieta  | 32    |
| 5   | Spanien  | Prudencio Indurain | 58    |
| 6   | Spanien  | José María Jiménez | 57    |
| 7   | Spanien  | Carmelo Miranda    | A 4.  |
| 8   | Portugal | Orlando Rodrigues  | 54    |
| 9   | Spanien  | José Ramón Uriarte | 92    |

| Nr. | Land       | Name                 | Platz |
| --- | ---------- | -------------------- | ----- |
| 11  | Frankreich | Laurent Jalabert     | A 10. |
| 12  | Spanien    | Íñigo Cuesta         | A 13. |
| 13  | Spanien    | Herminio Díaz Zabala | 53    |
| 14  | Spanien    | Aitor Garmendia      | 35    |
| 15  | Australien | Patrick Jonker       | 12    |
| 16  | Spanien    | Melchor Mauri        | 38    |
| 17  | Spanien    | Roberto Sierra       | 41    |
| 18  | Australien | Neil Stephens        | 49    |
| 19  | Schweiz    | Alex Zülle           | 26    |

| Nr. | Land        | Name           | Platz |
| --- | ----------- | -------------- | ----- |
| 21  | Danemark    | Bjarne Riis    | 1     |
| 22  | Deutschland | Rolf Aldag     | 83    |
| 23  | Deutschland | Udo Bölts      | 14    |
| 24  | Deutschland | Christian Henn | 76    |
| 25  | Deutschland | Jens Heppner   | 88    |
| 26  | Danemark    | Brian Holm     | 107   |
| 27  | Deutschland | Mario Kummer   | NA 2. |
| 28  | Deutschland | Jan Ullrich    | 2     |
| 29  | Deutschland | Erik Zabel     | 82    |

| Nr. | Land    | Name                   | Platz |
| --- | ------- | ---------------------- | ----- |
| 31  | Schweiz | Tony Rominger          | 10    |
| 32  | Spanien | Federico Echave        | 40    |
| 33  | Spanien | Manuel Fernández Ginés | 16    |
| 34  | Spanien | Arsenio González       | 24    |
| 35  | Italien | Paolo Lanfranchi       | 59    |
| 36  | Belgien | Johan Museeuw          | 95    |
| 37  | Spanien | Abraham Olano          | 9     |
| 38  | Belgien | Wilfried Peeters       | 110   |
| 39  | Italien | Andrea Tafi            | 45    |

| Nr. | Land    | Name            | Platz |
| --- | ------- | --------------- | ----- |
| 41  | Italien | Fabio Baldato   | 63    |
| 42  | Italien | Michele Bartoli | 19    |
| 43  | Italien | Alberto Elli    | 15    |
| 44  | Italien | Carlo Finco     | A 4.  |
| 45  | Schweiz | Rolf Järmann    | 90    |
| 46  | Italien | Marco Lietti    | A 17. |
| 47  | Italien | Roberto Pistore | NA 8. |
| 48  | Schweiz | Pascal Richard  | 47    |
| 49  | Italien | Marco Saligari  | 72    |

| Nr. | Land     | Name               | Platz |
| --- | -------- | ------------------ | ----- |
| 51  | Russland | Jewgeni Bersin     | 20    |
| 52  | Italien  | Dario Bottaro      | 117   |
| 53  | Italien  | Bruno Cenghialta   | 56    |
| 54  | Italien  | Ivan Cerioli       | 121   |
| 55  | Italien  | Francesco Frattini | 100   |
| 56  | Italien  | Ivan Gotti         | A 5.  |
| 57  | Italien  | Nicola Minali      | A 11. |
| 58  | Italien  | Davide Perona      | 50    |
| 59  | Italien  | Stefano Zanini     | A 4.  |

| Nr. | Land                   | Name                | Platz  |
| --- | ---------------------- | ------------------- | ------ |
| 61  | Vereinigte Staaten     | Lance Armstrong     | A 6.   |
| 62  | Vereinigte Staaten     | Frankie Andreu      | 111    |
| 63  | Vereinigte Staaten     | George Hincapie     | NA 15. |
| 64  | Frankreich             | Laurent Madouas     | 23     |
| 65  | Spanien                | Jesús Montoya       | A 17.  |
| 66  | Lettland               | Kaspars Ozers       | A 6.   |
| 67  | Vereinigtes Konigreich | Maximilian Sciandri | A 11.  |
| 68  | Frankreich             | Bruno Thibout       | 55     |
| 69  | Italien                | Flavio Vanzella     | 60     |

| Nr. | Land       | Name               | Platz |
| --- | ---------- | ------------------ | ----- |
| 71  | Frankreich | Richard Virenque   | 3     |
| 72  | Italien    | Bruno Boscardin    | 80    |
| 73  | Frankreich | Laurent Brochard   | 18    |
| 74  | Schweiz    | Laurent Dufaux     | 4     |
| 75  | Spanien    | Félix García Casas | 48    |
| 76  | Frankreich | Pascal Hervé       | 42    |
| 77  | Frankreich | Emmanuel Magnien   | A 12. |
| 78  | Frankreich | Christophe Moreau  | 75    |
| 79  | Frankreich | Jean-Cyril Robin   | A 6.  |

| Nr. | Land        | Name                 | Platz |
| --- | ----------- | -------------------- | ----- |
| 81  | Belgien     | Johan Bruyneel       | A 10. |
| 82  | Niederlande | Michael Boogerd      | 31    |
| 83  | Niederlande | Erik Breukink        | 34    |
| 84  | Niederlande | Erik Dekker          | 74    |
| 85  | Russland    | Wjatscheslaw Jekimow | 21    |
| 86  | Niederlande | Danny Nelissen       | 84    |
| 87  | Lettland    | Arvis Piziks         | A 13. |
| 88  | Danemark    | Rolf Sørensen        | 28    |
| 89  | Niederlande | Léon van Bon         | A 7.  |

| Nr. | Land                   | Name                | Platz |
| --- | ---------------------- | ------------------- | ----- |
| 91  | Vereinigtes Konigreich | Chris Boardman      | 39    |
| 92  | Frankreich             | Stéphane Heulot     | A 7.  |
| 93  | Frankreich             | François Lemarchand | 91    |
| 94  | Frankreich             | Frédéric Moncassin  | 106   |
| 95  | Frankreich             | Francis Moreau      | ZÜ 6. |
| 96  | Frankreich             | Didier Rous         | A 17. |
| 97  | Frankreich             | Eddy Seigneur       | A 6.  |
| 98  | Frankreich             | François Simon      | 86    |
| 99  | Frankreich             | Cédric Vasseur      | 69    |

| Nr. | Land    | Name                | Platz |
| --- | ------- | ------------------- | ----- |
| 101 | Italien | Mario Cipollini     | NA 5. |
| 102 | Italien | Simone Biasci       | 126   |
| 103 | Italien | Giuseppe Calcaterra | A 6.  |
| 104 | Italien | Massimo Donati      | 70    |
| 105 | Italien | Gian Matteo Fagnini | NA 6. |
| 106 | Italien | Paolo Fornaciari    | 79    |
| 107 | Italien | Massimiliano Lelli  | 25    |
| 108 | Italien | Eros Poli           | 127   |
| 109 | Italien | Mario Scirea        | A 6.  |

| Nr. | Land        | Name             | Platz  |
| --- | ----------- | ---------------- | ------ |
| 111 | Frankreich  | Luc Leblanc      | 6      |
| 112 | Deutschland | Dirk Baldinger   | A 11.  |
| 113 | Italien     | Rossano Brasi    | 97     |
| 114 | Niederlande | Gerrit de Vries  | 119    |
| 115 | Italien     | Mirko Gualdi     | 43     |
| 116 | Italien     | Giuseppe Guerini | 27     |
| 117 | Frankreich  | Frédéric Guesdon | 108    |
| 118 | Japan 1870  | Daisuke Imanaka  | ZÜ 14. |
| 119 | Ukraine     | Serhij Uschakow  | ZÜ 6.  |

| Nr. | Land       | Name               | Platz  |
| --- | ---------- | ------------------ | ------ |
| 121 | Italien    | Wladimir Belli     | 68     |
| 122 | Italien    | Alessandro Baronti | 112    |
| 123 | Italien    | Davide Bramati     | A 6.   |
| 124 | Schweiz    | Oscar Camenzind    | 36     |
| 125 | Italien    | Roberto Conti      | NA Pr. |
| 126 | Italien    | Valentino Fois     | 52     |
| 127 | Italien    | Sergio Previtali   | S 1.   |
| 128 | Polen      | Zbigniew Spruch    | A 11.  |
| 129 | Tschechien | Ján Svorada        | A 5.   |

| Nr. | Land       | Name               | Platz |
| --- | ---------- | ------------------ | ----- |
| 131 | Italien    | Claudio Chiappucci | 37    |
| 132 | Italien    | Mario Chiesa       | 125   |
| 133 | Osterreich | Peter Luttenberger | 5     |
| 134 | Italien    | Oscar Pellicioli   | 85    |
| 135 | Italien    | Massimo Podenzana  | 61    |
| 136 | Italien    | Marcello Siboni    | 65    |
| 137 | Italien    | Mario Traversoni   | A 10. |
| 138 | Italien    | Enrico Zaina       | A 3.  |
| 139 | Schweiz    | Beat Zberg         | A 6.  |

| Nr. | Land       | Name                   | Platz |
| --- | ---------- | ---------------------- | ----- |
| 141 | Lettland   | Pēteris Ugrjumovs      | 7     |
| 142 | Italien    | Stefano Cattai         | 22    |
| 143 | Italien    | Andrea Ferrigato       | 46    |
| 144 | Italien    | Marco Fincato          | 30    |
| 145 | Italien    | Maurizio Fondriest     | 51    |
| 146 | Russland   | Oleksandr Hontschenkow | NA 6. |
| 147 | Frankreich | Pascal Lino            | A 10. |
| 148 | Italien    | Paolo Savoldelli       | 33    |
| 149 | Italien    | Marco Zen              | 73    |

| Nr. | Land        | Name               | Platz  |
| --- | ----------- | ------------------ | ------ |
| 151 | Niederlande | Maarten den Bakker | 64     |
| 152 | Niederlande | Jeroen Blijlevens  | 128    |
| 153 | Danemark    | Bo Hamburger       | 13     |
| 154 | Niederlande | Servais Knaven     | NA 5.  |
| 155 | Ukraine     | Wolodymyr Pulnikow | ZÜ 14. |
| 156 | Frankreich  | Laurent Roux       | 44     |
| 157 | Danemark    | Jesper Skibby      | 29     |
| 158 | Belgien     | Peter Van Petegem  | 116    |
| 159 | Niederlande | Bart Voskamp       | 99     |

| Nr. | Land        | Name                       | Platz |
| --- | ----------- | -------------------------- | ----- |
| 161 | Usbekistan  | Dschamolidin Abduschaparow | 78    |
| 162 | Italien     | Mauro Bettin               | ZÜ 6. |
| 163 | Italien     | Stefano Colage             | A 7.  |
| 164 | Schweiz     | Heinz Imboden              | A 6.  |
| 165 | Russland    | Sergei Uslamin             | 87    |
| 166 | Italien     | Leonardo Piepoli           | 17    |
| 167 | Italien     | Fabio Roscioli             | 98    |
| 168 | Italien     | Cristian Salvato           | 94    |
| 169 | Deutschland | Tobias Steinhauser         | 113   |

| Nr. | Land        | Name             | Platz |
| --- | ----------- | ---------------- | ----- |
| 171 | Ukraine     | Andreï Tchmil    | 77    |
| 172 | Frankreich  | Gilles Bouvard   | A 8.  |
| 173 | Belgien     | Peter Farazijn   | 122   |
| 174 | Deutschland | Thomas Fleischer | A 14. |
| 175 | Kasachstan  | Oleg Koslitin    | A 11. |
| 176 | Belgien     | Nico Mattan      | 123   |
| 177 | Australien  | Scott Sunderland | 101   |
| 178 | Belgien     | Paul Van Hyfte   | 120   |
| 179 | Belgien     | Marc Wauters     | 124   |

| Nr. | Land      | Name                | Platz |
| --- | --------- | ------------------- | ----- |
| 181 | Spanien   | Fernando Escartín   | 8     |
| 182 | Kolumbien | Julio César Aguirre | 81    |
| 183 | Kolumbien | Hernán Buenahora    | A 1.  |
| 184 | Spanien   | Francisco Cabello   | 102   |
| 185 | Kolumbien | José Castelblanco   | 71    |
| 186 | Spanien   | Laudelino Cubino    | A 2.  |
| 187 | Kolumbien | José Jaime González | 96    |
| 188 | Kolumbien | Federico Muñoz      | 89    |
| 189 | Spanien   | José Ángel Vidal    | 109   |

| Nr. | Land           | Name                 | Platz |
| --- | -------------- | -------------------- | ----- |
| 191 | Italien        | Mariano Piccoli      | 93    |
| 192 | Italien        | Alessandro Bertolini | A 16. |
| 193 | Italien        | Claudio Camin        | A 7.  |
| 194 | Italien        | Marco Della Vedova   | A 14. |
| 195 | Italien        | Cristiano Frattini   | 103   |
| 196 | Italien        | Luca Gelfi           | A 2.  |
| 197 | Polen          | Zenon Jaskuła        | A 7.  |
| 198 | Venezuela 1954 | Omar Pumar           | 105   |
| 199 | Italien        | Mauro Radaelli       | A 7.  |

| Nr. | Land       | Name                 | Platz |
| --- | ---------- | -------------------- | ----- |
| 201 | Frankreich | Jacky Durand         | 115   |
| 202 | Frankreich | Dominique Arnould    | A 10. |
| 203 | Frankreich | Jean-Pierre Bourgeot | 67    |
| 204 | Frankreich | Franck Bouyer        | A 14. |
| 205 | Frankreich | Jean-Claude Colotti  | A 17. |
| 206 | Frankreich | Thierry Laurent      | 104   |
| 207 | Frankreich | Thierry Marie        | A 10. |
| 208 | Frankreich | Jean-Luc Masdupuy    | 129   |
| 209 | Belgien    | Michel Vermote       | A 5.  |

| Nr. | Land       | Name                | Platz  |
| --- | ---------- | ------------------- | ------ |
| 211 | Frankreich | Christophe Capelle  | A 7.   |
| 212 | Frankreich | Thierry Bourguignon | 62     |
| 213 | Frankreich | Laurent Genty       | A 15.  |
| 214 | Frankreich | Thierry Gouvenou    | 114    |
| 215 | Polen      | Marek Leśniewski    | ZÜ 14. |
| 216 | Frankreich | Frédéric Pontier    | A 6.   |
| 217 | Frankreich | Cyril Saugrain      | A 6.   |
| 218 | Frankreich | Gilles Talmant      | 118    |
| 219 | Frankreich | Francisque Teyssier | A 6.   |

A: Aufgabe während der Etappe, NA: nicht zur Etappe angetreten, S: suspendiert/ausgeschlossen, ZÜ: Zeitüberschreitung

## Doping
Während einer Pressekonferenz am 25. Mai 2007 in Kopenhagen gestand Riis, in der Zeit von 1993 bis 1998 das verbotene Dopingmittel Erythropoetin (EPO), Wachstumshormone und Cortison zur Leistungssteigerung eingenommen zu haben. Das EPO kaufte und nahm er nach eigenen Angaben selbst ein. Auch sein Sieg bei der Tour de France 1996 stand unter dem Einfluss des Dopingmittels EPO, Cortison und Wachstumssubstanzen, wie Riis öffentlich zugab: „Ich weiß, dass ich mit unerlaubten Mitteln zum Toursieg kam. Aber ich habe trotzdem dafür gearbeitet. Wenn ihr euch das Gelbe Trikot jetzt holen wollt, bitte, es bedeutet mir nichts. Es liegt im Pappkarton.“
Da die achtjährige Verjährungsfrist bei Riis’ Dopinggeständnis abgelaufen war, konnte ihm der Titel nicht mehr rückwirkend aberkannt werden. Trotzdem regte die UCI an, Riis beim Wort zu nehmen und bat um die Rückgabe des „Zeichen des Sieges“, des gelben Trikots.
Zuvor hatten sich Riis damalige Teamkollegen Bert Dietz, Erik Zabel, Rolf Aldag, Brian Holm, Christian Henn und Udo Bölts aus dem Team Telekom dazu bekannt, 1996 bei der Tour gedopt zu haben. Auch die damaligen Teamärzte Andreas Schmid und Lothar Heinrich gestanden, über die Dopingvorgänge in der Mannschaft gewusst zu haben. Erst im Juni 2013 räumte auch Jan Ullrich, Riis’ ehemaliger Kollege im Team Telekom, Eigenblutdoping ein, um „Chancengleichheit herzustellen“. Die Einnahme von EPO oder anderen Dopingmitteln streitet Ullrich weiter ab. Die damaligen Telekomprofis Steffen Wesemann und Jens Heppner beteuern bis heute ihre Unschuld in Sachen Doping.